# Mehrdad Payandeh (Gewerkschafter)
Mehrdad Payandeh (* 7. Oktober 1960 in Abadan, Iran) ist ein deutscher Gewerkschafter. Seit dem 3. Februar 2018 ist er Bezirksvorsitzender des DGB-Bezirks Niedersachsen – Bremen – Sachsen-Anhalt.

## Lebenslauf
Mehrdad Payandeh wurde am 7. Oktober 1960 in Abadan in eine Gewerkschafterfamilie geboren. Grund- und Orientierungsschule, Gymnasium und Abitur absolvierte er 1967 bis 1980. Er lebte bis zur Flucht im Sommer 1985 im Iran und war dort politisch aktiv für Arbeitnehmerrechte.
Im August 1985 beantragte er in der Bundesrepublik Deutschland politisches Asyl und wurde 1986 als politischer Flüchtling anerkannt. Von 1985 bis 1994 absolvierte er in Bayern Sprachkurse, machte eine Umschulung zum Datenverarbeitungs-Kaufmann und arbeitete vier Jahre lang als Lagerarbeiter bei der Firma Quelle in Nürnberg.
Von 1994 bis 2000 studierte er Volkswirtschaftslehre und Wirtschaftswissenschaften an den Universitäten Hamburg, Bremen und Simferopol (Krim/Ukraine). 1997 schloss er als Diplom-Volkswirt, 2000 als Diplom-Ökonom sein Studium ab. Er promovierte 2004 an der Universität Bremen und hatte Lehraufträge an den Universitäten Hamburg und Bremen.
Von November 2005 bis April 2008 arbeitete er als wissenschaftlicher Mitarbeiter für den SPD-Bundestagsabgeordneten Ottmar Schreiner.
Seit 2008 war er als Referatsleiter für europäische Wirtschaftspolitik in der DGB-Bundesvorstandsverwaltung in Berlin beschäftigt; seit 2010 leitete er die Abteilung Wirtschafts-, Finanz- und Steuerpolitik. In dieser Funktion hat er maßgeblich Konzepte wie den „DGB-Marschallplan für eine Investitionsoffensive in Europa“ oder das DGB-Steuerkonzept zur Entlastung unterer und mittlerer Einkommen bei gleichzeitiger Stärkung der öffentlichen Finanzen mitgeprägt.
Mehrdad Payandeh ist seit 1988 Mitglied der SPD. 1990 trat er in die Gewerkschaft Handel, Banken und Versicherungen (HBV, heute ver.di) ein. Seit dem 3. Februar 2018 ist Payandeh Bezirksvorsitzender des DGB-Bezirks Niedersachsen – Bremen – Sachsen-Anhalt. Auf Vorschlag der SPD-Landtagsfraktion in Niedersachsen wurde er zum Mitglied der 17. Bundesversammlung gewählt.
Payandeh ist verheiratet und hat zwei Söhne. Er wohnt mit seiner Familie seit 2005 in Hannover.

## Quelle
- Kurzvita Dr. Mehrdad Payandeh (PDF, 63 kB), abgerufen am 3. Februar 2018.